# Kecamatan Argapura
Kecamatan Argapura är ett distrikt i Indonesien.   Det ligger i provinsen Jawa Barat, i den västra delen av landet, 180 km öster om huvudstaden Jakarta.